# Савинцы (Слободской район)
Савинцы — опустевшая деревня в Слободском районе Кировской области в составе Шестаковского сельского поселения.

## География
Находится в северной части района на расстоянии примерно 4 км по прямой на северо-запад от села Шестаково.

## История
Известна с 1873 года, когда здесь (деревня Белоноговская или Санинцы) было учтено дворов 2 и жителей 14, в 1905 4 и 26, в 1926 5 и 34, в 1950 9 и 19, в 1989 оставался 1 постоянный житель.

## Население
Постоянное население не было учтено как в 2002 году, так и в 2010.